# ヤム (ウガリット神話の神)
ヤム （Yam, Yamm, Jamm。音写では ym ）は、ウガリット神話に登場する、海と川を神格化した神である。神話において、主神バアルが最初に戦う敵とされている。天上の父神イルウ（エル）と妻アーシラト（アシラ）との間の息子たちの一人で、竜の姿であるとされる。

## 名前
神話には、「王子ヤム」「裁き手ナハル」（ナハルは Nahar ）という名前で登場し、主に「ヤム」と呼ばれている。「ヤム」は海を、「ナハル」は川を意味し、ヤム＝ナハルという名でも呼ばれている。またヤムは、エル（イルウ）から「ヤウ」「エルの愛し子」という名を与えられ、物語の中でそう呼ばれている。

## 神話

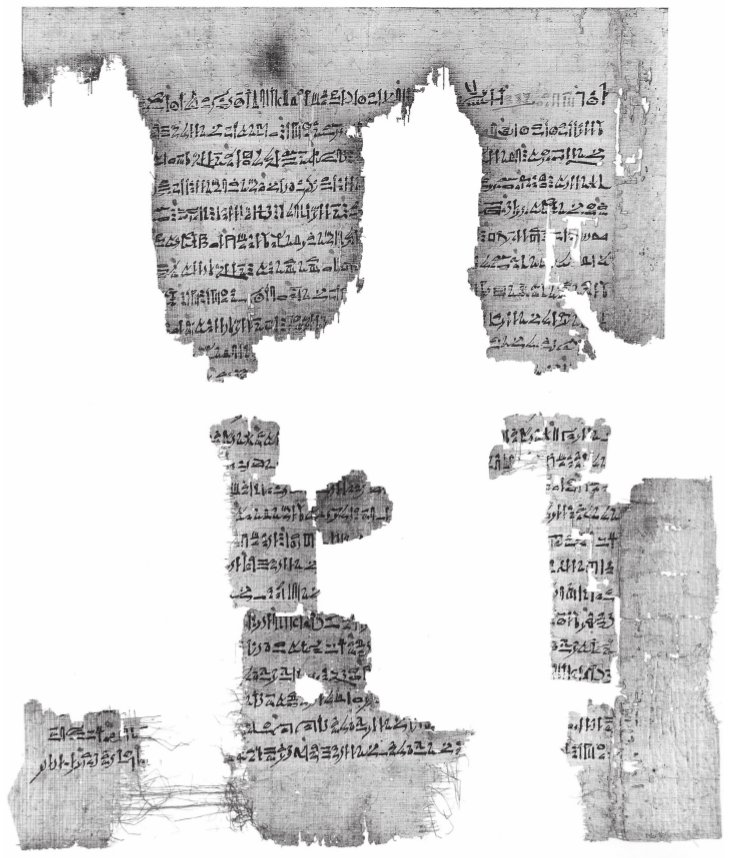
アスタルテパピルス

注：神話が記録された粘土板は欠損が多いため、紀元前1550年頃から紀元前1200年頃にかけて作られた古代エジプト語のパピルス『アスタルテパピルス』の内容に基づいて補うことがある。このパピルスも欠損が多いが、ヤムやアスタルテ（アシュタルト）の名前を認めることができる。そこではアシュタルトはエジプト神話の神プタハの娘とされている。天と地を支配するヤムは神々に貢ぎ物を繰り返し要求し、取りなしに入ったアシュタルトの身柄さえプタハに要求している。
天の父神であるイルウが神々を集め、自分の息子達の中から次の支配者を選ぶこととした。バアルがイルウの元に参上し、その後ヤムの使者が参上したが、この使者は、万物の源は水であるから海と川を支配するヤムが支配者に相応しい、と主張した。バアルは激昂し、彼の姉妹である女神、アシュタルトとアナトに止められながらも、ヤムの使者をその場から叩き出した。
補足された物語では、地上の支配者となるべく、雨が地上を潤すと主張するバアルと、川や泉で地上が潤されると主張するヤムとが対立し、大神に判定してもらうべく二人で参上した。大神は、全てのものの源は水であるからヤムが地上の支配者に相応しい、と判断し、ヤムのために宮殿を建てさせた。その後ヤムは、神々に重税を課すなどの圧政を敷いたため、耐えかねた神々はヤムを倒すこととしたが、竜であり強力なヤムに勝つ方法はない。そこでアシュタルトがヤムを訪ね、その美貌と奏でる音楽とでヤムの心を惹き付けた。ヤムは彼女が自分の妻になることを条件に税を軽くすると約束した。この条件を聞いたバアルは激昂した。
工芸の神であるコシャル・ハシスには、ヤムを倒せる武器を作ることができた。バアル（補足された物語ではアシュタルト）は彼に頼んで2本の棍棒を作ってもらった。その2本、「撃退（アィヤムル）」と「追放（ヤグルシュ）」をもって、バアルはヤムを攻撃した。ヤムは、「撃退」の体への攻撃には耐えた（補足された物語では、「駆逐者（撃退）」はヤムを狙い外した）が、「追放」の頭部への攻撃には耐えられず、倒れた。
その後、バアルはヤムの体を引き裂いてとどめを刺した。
補足された物語では、ヤムは、いまわの際に「バアルが王だ」と告げた。喜んだバアルがそのまま立ち去ろうとしたところ、同行していたアシュタルトが促したため、バアルはヤムの目の間や首をさらに殴打してとどめを刺した。しかしなおヤムが生きていたため、女神アナトが錘で殴打した上、その体を海に押しやった。さらにバアルは、ヤムが今後生き返った場合に備えて、コシャル・ハシスに檻を作らせてそれにヤムを閉じ込めた。こうしてバアルは地上の支配者となった。しかし、自分の宮殿を建設する際には復活したヤムの侵入を恐れて窓を付けられず、落成の祝宴の間にもヤムの復活を心配して砂浜へ行き、檻の中のヤムに再びとどめを刺している。

## 神話の背景

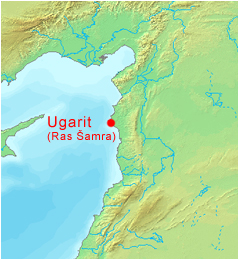
ウガリット（ラス・シャムラ）の位置

神話が生まれたウガリット（ウガリト）を含む地域では、夏季には約5ヵ月間も日照りが続いて土壌が乾いて硬くなり、そこに初冬の雨が降ることで土壌が柔らかくなって次の時期の農耕が始められる。その雨が降り続く一方で海が荒れていれば、自然にできた水路が海で堰き止められて排水がなされず、農地に水が溢れて農作物をだめにしかねない。また、ウガリットは海に近い場所にあった。ウガリット人は海岸周辺にも住んで漁業を行い、また、海を越えての外国との貿易も行っていた。悪天候で海が荒れると船は出航できず、漁業にも貿易にも支障が出る。人々は、海の荒れる様子にヤムを見いだし、ヤムがこの状態を引き起こしたと考えたと推測される。そして海は冬にしばしば荒れるが、春の到来とともにまた穏やかになり、人々もいつも通りに海に仕事に出られる。人々は、季節の変わり目にバアルがヤムを倒すことで海がまた穏やかになると考えていたであろう。
また、ウガリットで見つかっている奉納物一覧表によって、海に近い町であったウガリットでは、海すなわちヤムへの祭儀が行われていたことが確認できる。そのヤムがバアルに倒されるという神話は、海に対する祭儀が次第に廃れ、代わりにバアルに対する祭儀が盛んになっていったことを表しているとも考えられるという。多くの神々が崇拝されてきた中、バアルが主神となって特別に信仰されるに至った根拠として、かつてバアルがヤムやモートを倒して上位に立ったという神話が生まれ、繰り返し語られるのである。物語は、劇として上演できる台本の形式で記録されている。

## レヴィアタンとの関係

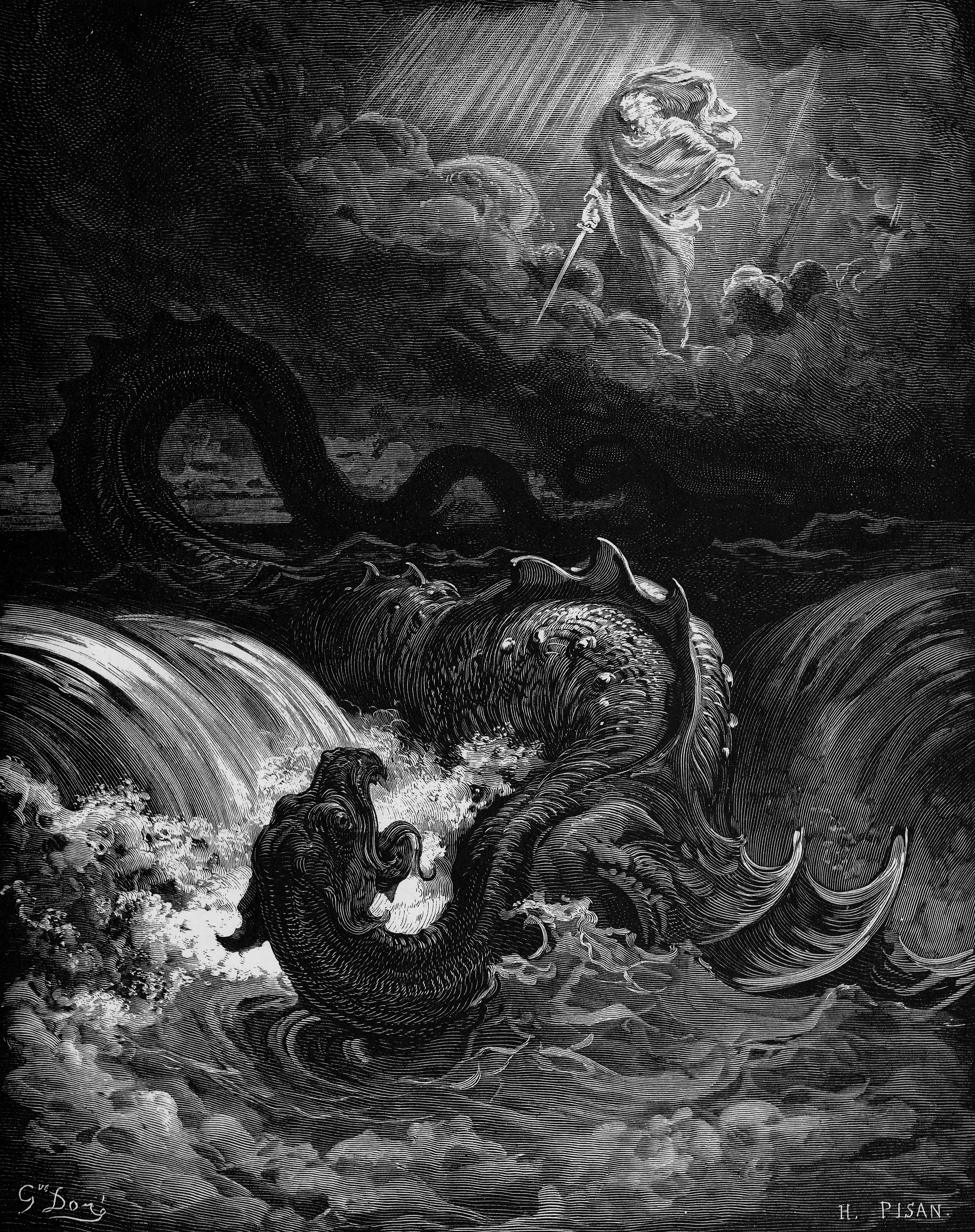
ギュスターヴ・ドレ制作の彫刻画に描かれたレヴィアタン（1865年）

神話には、アナトの語りによって彼女が倒すなどしたと分かる「竜」と、「曲りくねる蛇」、そして「七つ頭の暴れもの」といった生き物が登場する。また、モートの語りによってバアルが倒したと読める「逃げる蛇レビヤタン」または「「原初の蛇」ロタン」と、「曲がりくねる蛇」、そして「七つ頭の暴れもの」といった生き物も登場する。レヴィアタン（レビヤタン）の名をヤムの別称と考える人もいるが、谷川政美によれば別称かは明らかではない。矢島文夫は、リタン（ロタン）とはヤムと同じ種類の生き物で7つの頭を持つ竜であり、旧約聖書に登場するレヴィアタンであると言う。ロタン ( ltn, Lotan ) の名はレヴィアタンと語源が同じである。ただし、竜のヤム＝ナハル（ヤム）はしばしば蛇と関連づけられている。蛇のレヴィアタンはヤム＝ナハルの従者である可能性もあるが、これもはっきりしない。
なおレヴィアタンの起源は、前述のロタンの他、アッカド神話の創世神話に登場する、女神である竜ティアマトにも求められるという。

## 他の神話との類似点
ガスターによれば、バアルがヤムを倒すために2本の棍棒を用いるエピソードは、たとえばエジプト神話においてホルスがセトと戦う際にプタハが作った武器を用い、インド神話においてインドラが蛇ヴリトラと戦う際にトヴァシュトリが作った矢を用いる点と類似しているが、これらの武器は雷電が元になっていると多くの研究者が考えているという。またこの棍棒は、北欧神話においてトールが用いる武器ミョルニルと同様に、敵を外すなどしても持ち主の手に戻るとされていたとも考えられるという。